# Momm!!
《Momm!!》（英語：The Museum of modern music）是一档于2015年10月19日至2017年9月26日在TBS电视网播出的“Teppen!”周一节目。 节目为音乐、谈话与综艺节目，主持人为中居正广。
节目最初时长为45分钟，但因本档节目之前播出的《NEWS23》自2016年3月29日起，节目时长与时段出现变更。 因此，节目时长被延长为59分钟，并且节目播出时间被挪动至周二0:10－0:55（该时段在收视统计上属于周一深夜时段）播出。2017年4月，由于《NEWS23》再度调整播出时间，因而本档节目播出时间提前至每周一23:56－翌日0:55。
2017年9月26日，本节目播出最终回。因《NEWS23》紧急延长播出时间，导致原本周一深夜播出的节目被延后到周二凌晨0:26－1:25播出。

## 节目简介
《Momm!!》是根据一种全新音乐节目理念而制作的节目，即“放松模式”。
每周，主持人中居正广会邀请音乐同好们来到节目里做客。大家会进行一些私人访谈、音乐介绍或推荐以及一些表演；同时还会推荐一些美食及时下的流行。在节目的下半场，也会有一些谐星登场进行搞笑表演。节目结束后，会邀请所有表演者拍摄纪念相册。
节目现场被搭建成西式餐厅与客厅的样子，舞台背景由留声机与音乐海报构成，此外还有贝多芬、迈克尔·杰克逊等人的海报。

## 演出名单

### 主持人
- 主要主持人：中居正广

- 代理主持人：
  - 宫田俊哉、千贺健永（2017年1月30日）
  - 横尾涉、二阶堂高嗣（2017年2月6日）

- 助理主持人：江藤爱（日语：江藤愛）、林美奈穗

### 嘉宾阵容
- 好友（谈话嘉宾）：每周会邀请不同的人参与，包括：歌手、偶像、模特儿、谐星等。
- 访客（音乐嘉宾）：每周会邀请不同的歌手参与，请他们表演他们的最新曲目。